# Musåns naturreservat
Musåns naturreservat är ett naturreservat i Falkenbergs kommun i Halland.
Området är naturskyddat sedan 2024 och är 28 hektar stort. Reservatet består av ån med detta namn samt Spräckabäcken, och dess närmaste omgivning bestående av bokskog, alsumpskog, blandskog och granskog. 